# David Copperfield (serie de televisión)
David Copperfield fue una serie de televisión británica de la cadena BBC, protagonizada por Ian McKellen en el papel protagonista de la adaptación de la novela de Charles Dickens que comenzó a emitirse en enero de 1966. También aparecen en la serie Tina Packer interpretando a Dora, Flora Robson como Betsey Trotwood, Gordon Gostelow como Barkis, y Christopher Guard como el joven David. La adaptación del guion fue escrita por Vincent Tilsley.
Tenía un presupuesto de más de 12 millones de dólares para sus transmisiones iniciales. Se conocen sólo cuatro episodios de 13 episodios existentes de la serie.